# Obús (projectil)

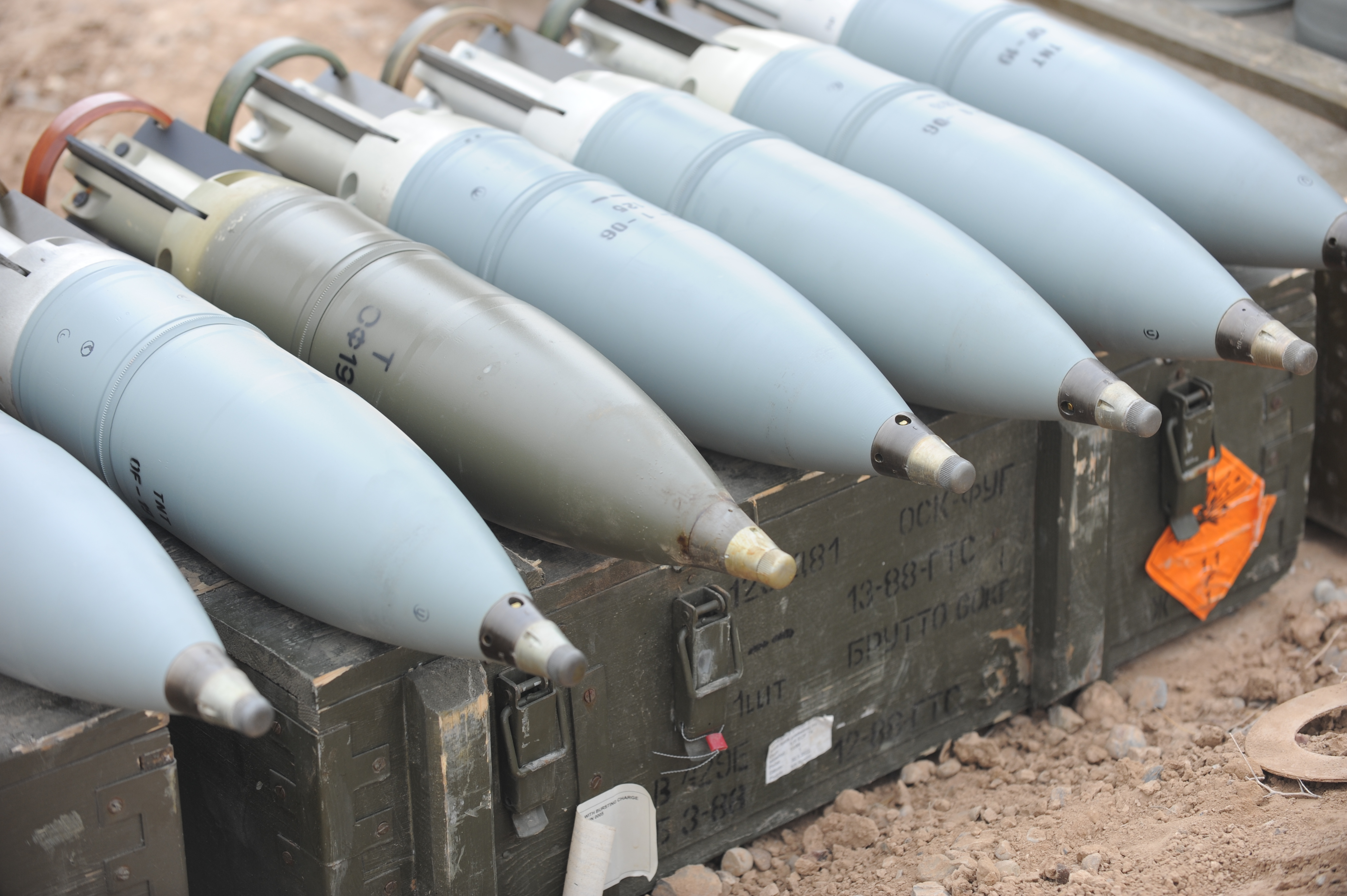
Obusos d'un canó de carro de combat T-72.

Un  obús  és un projectil per peces d'artilleria, que, a diferència de la bala sòlida, conté un explosiu o un altre contingut.
Tots els projectils explosius per armes d'artilleria van ser anomenats inicialment granades. Aquest nom provenia de la fruita magrana, ja que la pólvora que contenia el projectil era granulada i l'aspecte era semblant al fruit. En català, com en altres llengües europees es pot utilitzar granada com a sinònim d'obús o projectil d'artilleria.
També existeixen alguns obusos sòlids com els perforadors de blindatge, o els traçadors o de senyalització. Els obusos solen ser projectils de gran calibre disparats per peces d'artilleria, vehicles de combat blindats (incloent-hi carros de combat), i vaixells de guerra. Normalment tenen forma d'un cilindre coronat amb una forma d'arc ogival que li dona un millor rendiment aerodinàmic, i possiblement amb una base més prima, però alguns tipus especials són molt diferents.

## Tipus
- Alt explosiu (HE) .

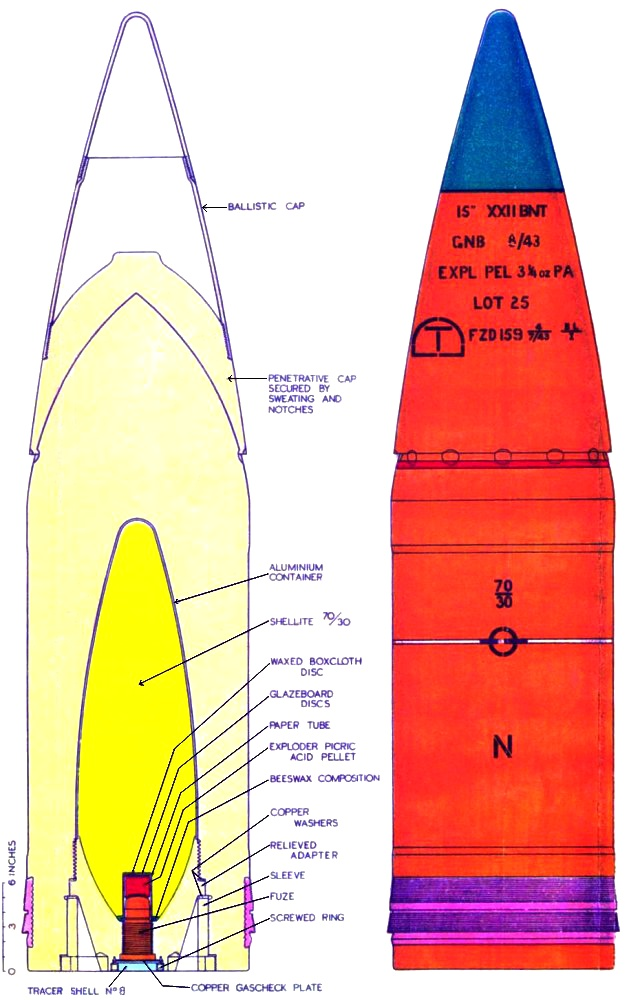
Projectil AP Mk XXII BNT britànic d'uncanó naval BL Mk I de 15 polzades.

  -  Obús mina . És una forma particular de l'obús HE desenvolupat per ser usat en armes de menor calibre com són els canons automàtics des de calibre 20 mm a 30 mm.
- Perforador de blindatge (AP) .
- Perforador de blindatge amb sabot d'un sol ús (APDS) .
- Perforador de blindatge estabilitzat per aletes amb sabot d'un sol ús (APFSDS) .
- Alt explosiu antitancs (HEAT) .
- Obús amb sabot sol ús (DSS) . El mateix principi dels APDS però aplicat als obusos d'alt explosiu.
- Cap de xoc d'alt explosiu (HESH)  o alt explosiu plàstic (HEP).
- Munició de prova . S'empren per comprovar el funcionament de l'arma que els dispara.
- Obusos de metralla .
- Obusos de dispersió . Igual que les bombes de dispersió, un obús d'artilleria pot utilitzar per escampar submunicions més petites, incloent-hi magranes antipersona, mines terrestres i municions per atacar per sobre als tancs. Generalment són més letals contra blindats i infanteria que els obusos d'alt explosiu simples, ja que les múltiples municions creen una zona d'impacte major i incrementen les possibilitat d'aconseguir un impacte directe. No obstant això, l'ús d'aquest armament va demostrar que les submunicions tenen un elevada taxa de mal funcionament, incloent-hi les que disposen de mecanismes d'autodestrucció, i suposen un perill després de la guerra. Els països que van signar el Tractat d'Ottawa han renunciat a l'ús de municions de dispersió de tota classe que continguin més de deu submunicions.
- Químics . Els obusos químics contenen una petita càrrega explosiva per esclatar la carcassa i una quantitat més gran d'agents químics com un gas verinós. Els països que van signar la Convenció sobre Armes Químiques han renunciat a aquest tipus d'armament.
- Obusos no letals .
  -  Fum .
  -  Il·luminació .
  -  Transport . Alliberen el seu contingut en un temps programat. Se solen utilitzar per llançar fullets de propaganda.
  -  Focs artificials . En Estats Units aquests projectils comercials no poden excedir les 1,75 polzadas de diàmetre.